# 魁北克团结
魁北克团结（法語：Québec solidaire，缩写为QS）是加拿大魁北克省的一个左翼政黨。2006年2月4日，该党在蒙特利尔成立，由进步人士力量联盟和公民选项合并而成。该党主张魁北克独立。

## 派系
- 社会主义左翼
- 社会主义替代

## 外部連結
- 官方網站 （页面存档备份，存于）
- 國會歷史資料
- 魁省政治網 （页面存档备份，存于）
- New Party fills gap on the left